# Better Off Without You
Better Off Without You è un singolo della cantante britannica Becky Hill, pubblicato il 10 gennaio 2020 come primo estratto dal primo album in studio Only Honest on the Weekend.
Il brano vede la partecipazione del DJ britannico Shift K3Y.

## Video musicale
Il video musicale, diretto da Michael Holyk e girato a Londra, è stato reso disponibile in concomitanza con l'uscita del singolo.

## Tracce
Testi e musiche di Rebecca Claire Hill e Lewis Shay Jankel.
Download digitale
1. Better Off Without You – 3:18

Download digitale – Remixes EP
1. Better Off Without You (Joel Corry Remix) – 3:17
2. Better Off Without You (220 Kid Remix) – 4:18
3. Better Off Without You (Shadow Child Classic Remix) – 4:19
4. Better Off Without You (High Contrast Remix) – 3:33
5. Better Off Without You (KC Lights Remix) – 3:34
6. Better Off Without You (Shift K3Y Remix) – 4:30

## Formazione
Musicisti
- Becky Hill – voce
- Jarly – batteria, chitarra, corde, tastiera, pianoforte, basso, programmazione
- Svidden – batteria, chitarra, corde, tastiera, pianoforte, basso, programmazione

Produzione
- Shift K3Y – produzione, ingegneria del suono
- Jarly – produzione
- Svidden – produzione
- Stuart Hawkes – mastering
- Wez Clarke – missaggio

## Classifiche

### Classifiche settimanali
| Classifica (2020) | Posizione massima |
| ----------------- | ----------------- |
| Croazia           | 58                |
| Irlanda           | 15                |
| Regno Unito       | 14                |

### Classifiche di fine anno
| Classifica (2020) | Posizione |
| ----------------- | --------- |
| Regno Unito       | 49        |